# Cyprinodon riverendi
Cyprinodon riverendi es una especie de pez de la familia de los ciprinodóntidos en el orden de los ciprinodontiformes.

## Morfología
Los machos pueden alcanzar los 7 cm de longitud total.

## Distribución geográfica
Se encuentran en Florida, Cuba, Jamaica las islas Caimán. y La Española